# Elodes chrysosomes
Elodes chrysosomes is een keversoort uit de familie moerasweekschilden (Scirtidae). De wetenschappelijke naam van de soort werd in 1872 gepubliceerd door Abeille.